# Злоћудно
Злоћудно (енгл. Malignant) амерички је хорор филм из 2021. године, редитеља Џејмса Вана из сценарија Акеле Купер, темељен на оригиналној причи Вана, Ингрид Бису и Куперове. У филму, Анабела Волис глуми жену која почиње да има визије убиства људи, док схвата да се догађаји дешавају у стварном животу. Такође глуме Меди Хасон, Џорџ Јанг, Мишол Бријана Вајт и Џеклин Макензи.
Филм је издат 10. септембра 2021. године у биоскопима и на HBO Max-у у Сједињеним Државама, дистрибутера Warner Bros. Pictures-а, под транспарентом New Line Cinema-е. Филм је издат 2. септембра 2021. године у Србији, дистрибутера Blitz Film & Video Distribucija. Филм је добио помешане критике критичара, који су га сматрали „болно просечним или проклето бриљантним”.

## Радња
Године 1993, др Флоренс Вивер и њене колеге, Виктор Филдс и Џон Грегори, лече психијатријског пацијента по имену Габријел у Истраживачкој болници Симион. Габријел има специјалне моћи попут контроле електричне енергије и емитовања својих мисли путем звучника. Једне ноћи, Габријел постаје насилан и убија неколико запослених у установи.
Двадесет осам година касније, трудна жена, Медисон Лејк, живи у Сијетлу након што је претрпела двогодишње побачаје који су јој натегнули брак са супругом, Дереком Мичелом. Током свађе, Дерек разбија Мадисонину главу о зид након чега она се закључава у спаваћој соби и заспе. Медисон се касније буди и проналази Дереково тело након што је сањала човека који је ушао у њихову кућу и насилно га убио. Убица, који је још увек у кући, напада Медисон, онесвешћујући је.
Следећег јутра, Медисон се буди у болници, и њена сестра, Сидни, обавештава је да њено нерођено дете није преживело напад. Након што су их интервјуисали полицијски детектив, Кекоа Шо, и његова партнерка, Реџина Мос, Медисон се враћа кући. Истог часа, Габријел киднапује жену која води подземну турнеју у Сијетлу. Медисон види још један сан о Габријелу који је убио Виверову.
Током своје истраге, Шо и Мосова откривају фотографију Медисон као дете у Вивериној кући, за коју сазнају да се специјализовала за дечју реконструктивну хирургију. Медисон и њена сестра прилазе полицији након што је Медисон гледала како Габријел убија Филдса. Габријел контактира Медисон, због чега се она присећа своје прошлости. Она и њена сестра посећују своју мајку, Џин, како би сазнале више. Медисон схвата да Габријел није био њен измишљени пријатељ, већ неко стваран са којим је разговарала током детињства. Шо проналази везу између доктора и Медисон, што га доводи до откривања Грегоријевог мртвог тела.
Детективи траже помоћ психијатра у нади да ће повратити Медисонино сећање. Медисон се присећа да јој је рођено име заправо Емили Меј и да је Габријел он ње желио да убије своју нерођену сестру. Скоро је то учинила, али је успела да се одупре. Полиција ухапси Медисон када отета жена падне са тавана у њеној кући, откривајући да је Габријел живео у њеној кући. Касније се открива да је жена Серена Меј, Медисонина биолошка мајка. Сидни посећује сада закључану болницу Симион и открива да је Габријел Емилин брат близанац, који живи у њеном телу као екстремна верзија „тератома” са истим мозгом као и Емили. Виверова је оперисала Емили како би уклонила паразитски тумор и зашила Габријела назад у мозак. Био је успаван током њеног детињства, али се пробудио када јој је Дерек разбио главу.
Габријел, испровоциран од стране затвореника у притвору, преузима контролу над Медисониним телом, убија их и готово читаво подручје надљудском снагом и агилношћу, на крају одлазећи са одећом и оружјем. Сидни и Шо пресрећу га у болници где је Серена примљена. Габријел тешко рањавају Шоа, а Сидни је прибијена уза зид баченим болничким креветом. Сидни обавештава Медисон да је Габријел узрок њених побачаја јер се хранио њеним фетусима. Љута на откриће, Медисон се буди и преузима контролу над својим телом. Транспортујући их у црни део ума, Медисон закључава неверног Габријела иза решетака рекавши да је она та која сада контролише и да Габријелове моћи сада припадају њој.
Мадисон оставља Габријела да иструне у уму, али не пре него што јој открије да ће се једног дана вратити. Она изјављује да ће, када то учини, бити спремна за њега, затим напушта ум. Вративши се у болницу и потпуно контролишући своје тело, Медисон уклања Габријелов капут и болнички кревет који причвршћује Сидни уза зид својом новостеченом надљудском снагом.
Филм се завршава уплаканом Медисон која се грли и изјављује Сидни, док им се приближава медицинска помоћ, да је, иако је била усвојена и стога није у крвном сродству, све време била њена сестра и поносна што је тако. Чује се слабо зујање електричне струје, док сијалице у болничкој соби трепере и екран постаје црн.

## Улоге
- Анабела Волис као Емили Меј / Медисон „Меди” Лејк-Мичел
  - Макена Грејс као млада Емили Меј
- Меди Хасон као Сидни Лејк
- Џорџ Јанг као детектив Кекоа Шо
- Мишол Бријана Вајт као детективка Реџина Мос
- Марина Мазепа као Габријел
  - Реј Чејс као Габријелов глас
- Џин Луиза Кели као Серена Меј / „Џејн Доу”
  - Медисон Вулф као млада Серена Меј
- Сузана Томпсон као Џин Лејк
- Џејк Абел као Дерек Мичел
- Џаклин Макензи као др Флоренс Вивер
- Кристијан Клеменсон као др Виктор Филдс
- Амир Абулела као др Џон Грегори
- Ингрид Бису као Вини
- Енди Бин као Франк Лејк
- Патрисија Веласкез као медицинска сестра Веласкез
- Зои Бел као шкорпија